# William Corkine

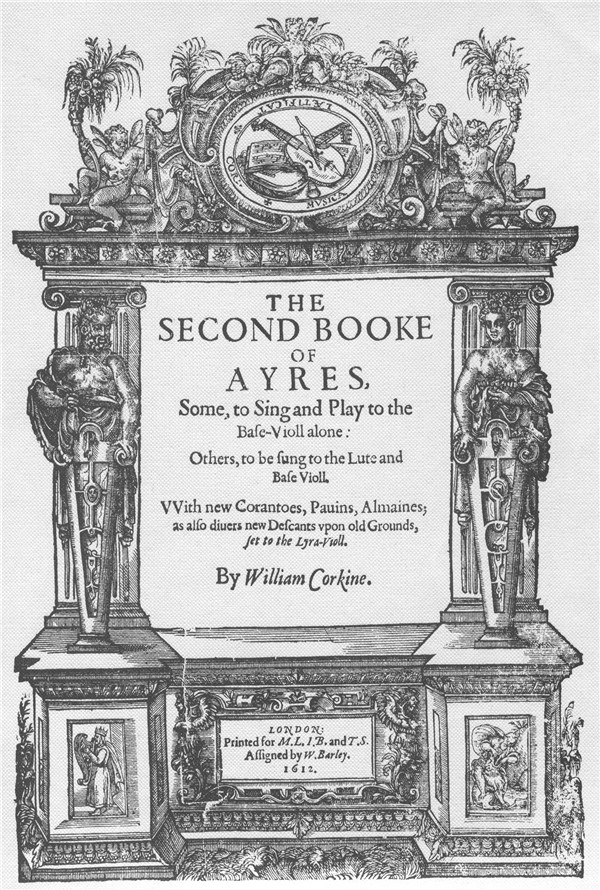
Titelblatt des Second Booke of Ayres von William Corkine

William Corkine (bl. 1610–1617) war ein englischer Komponist, Lautenist und Gambist der Renaissancezeit.

## Leben
In den 1610er-Jahren stand er in privaten Diensten. Seine erste Werkausgabe Ayres to Sing and Play to the Lute and Basse-Viollin erschien 1610, das Second Booke of Ayres, some to sing and play to the Basse-Violl alone: others to be sung to the Lute and Bass Viollin im Jahr 1612. 1617 reiste er nach Polen.